# Один рядок
Один рядок (рос. Одна строчка) — радянський чорно-білий художній фільм-драма 1960 року, знятий режисером Іваном Правовим на Свердловській кіностудії.

## Сюжет
На півночі Уралу розпочалося будівництво хімкомбінату. Начальник будівництва Петро Мусатов призначає заступником Антона Китаєва (Анатолій Федоринов) — чоловіка своєї сестри, людини прямої та чесної, колишнього фронтовика. Антон незабаром розуміє, що Петро — типовий кар'єрист, який має лише корисливі цілі. Китаєв виступає із різкою критикою керівництва. В результаті у нього відбувається розрив із дружиною, яка у всьому підтримує брата. До того ж до протистояння в роботі додається і суперництво у коханні — Петро та Антон закохані в одну жінку.

## У ролях
- Анатолій Федорінов — Антон Китаєв
- Ігор Бєлозеров — Петро Павлович Мусатов, начальник будівництва
- Г. Бєлєнькая — Надія Павлівна, дружина Антона Китаєва
- В. Васянін — Іван Іванович Крючков
- Лідія Старокольцева — Олександра Василівна Славіна, лікар
- Генріх Білль — Олексій Дудін, будівельник
- Віктор Чекмарьов — Афанасій Кузьмич Чуркін, головний інженер
- Григорій Гєцов — Олександр Борисович Дубровський, представник раднаргоспу
- Марія Некрасова — Наталія Василівна, мама Надії Павлівни
- Геннадій Веретенников — Іван Мухін, будівельник
- Ф. Горяєв — Петя
- Петро Соколов — епізод
- Світлана Савенкова — Ліза Брусніцина, диспетчер
- Людмила Нецвєтаєва — Людмила Стасова
- Олексій Берьозкін — начальник
- Г. Обласов — епізод
- С. Ілюхін — епізод
- Костянтин Щепкін — Микола Степанович, голова раднаргоспу
- І. Гусєва — епізод
- Єлизавета Бєлова — епізод
- Ніка Дарська — епізод
- Павло Федосєєв — епізод

## Знімальна група
- Режисер — Іван Правов
- Сценаристи — Юрій Хазанович, Іван Правов
- Оператор — Ігор Лукшин
- Композитор — Олександр Варламов
- Художник — Юрій Істратов